# Suak Lanjut
Suak Lanjut is een bestuurslaag in het regentschap Siak van de provincie Riau, Indonesië. Suak Lanjut telt 2061 inwoners (volkstelling 2010).